# Sarcophaga feralis
Sarcophaga feralis är en tvåvingeart som beskrevs av Thomas Pape 1996. Sarcophaga feralis ingår i släktet Sarcophaga och familjen köttflugor. Inga underarter finns listade i Catalogue of Life.